# Adałbert Zafirow
Adałbert Zafirow (buł. Адалберт Зафиров, ur. 29 września 1969 w Sofii) – piłkarz bułgarski grający na pozycji obrońcy, oraz trener piłkarski.

## Kariera piłkarska

### Kariera klubowa
Jest wychowankiem CSKA Sofia, w której barwach w pierwszej drużynie zadebiutował w wieku dwudziestu lat w rozgrywkach 1989–1990, zakończonych zresztą zdobyciem tytułu mistrzowskiego przez CSKA. W tym okresie w zespole prowadzonym przez Dimityra Penewa grali m.in. Christo Stoiczkow i Emił Kostadinow. Po tym sezonie najbardziej znani piłkarze wyjechali za granicę, a Zafirow odszedł do lokalnego rywala CSKA, Lokomotiwu Sofia.
Występował w nim przez pięć sezonów, ale owocny okazał się tylko ten ostatni: w rozgrywkach 1994–1995 Lokomotiw zdobył wicemistrzostwo oraz - pierwszy w swojej historii - Puchar Bułgarii. Te osiągnięcia sprawiły, że Zafirowem ponownie zainteresowało się CSKA. W sezonie 1996–1997 wywalczył z nim drugie w swojej karierze mistrzostwo kraju oraz drugi Puchar. Do CSKA powracał jeszcze trzykrotnie.
Ponadto występował w Niemczech: w Arminii Bielefeld, z którą zanotował spadek z Bundesligi, a także w Unionie Berlin. Do tego ostatniego trafił, gdy klub występował w trzeciej lidze. Trzy lata później zespół prowadzony przez innego Bułgara, Georgiego Wasilewa, wywalczył awans do 2. Bundesligi oraz jeszcze jako trzecioligowiec dotarł do finału Pucharu Niemiec. Podopieczni Wasilewa, wśród których - oprócz Zafirowa - znajdował się m.in. Emił Kremenliew, przegrali w nim z ówczesnym wicemistrzem kraju FC Schalke 04 0:2, jednak i tak zapewnili sobie udział w rozgrywkach Pucharu UEFA.
Kolejne lata były dla Zafirowa mniej owocne. Grał w klubach bułgarskich oraz na Cyprze, ale nie odniósł większych sukcesów.

### Kariera reprezentacyjna
W reprezentacji Bułgarii zadebiutował 26 sierpnia 1992 roku w przegranym 2:3 towarzyskim spotkaniu z Turcją za selekcjonerskiej kadencji swojego byłego trenera w CSKA, Dimityra Penewa. Grał tylko w pierwszej połowie, a w '46 minucie został zmieniony przez Zapriana Rakowa.
Na kolejny mecz w kadrze musiał czekać aż trzy lata. Zagrał w towarzyskim meczu z Argentyną (1:4), 15 lutego 1995, jednak tym razem także nie zdołał wywalczyć miejsca w podstawowej jedenastce. Następna Penewa, Christo Bonew, sprawdził go trzykrotnie, a nawet powołał do kadry na Mundial 1998. Na mistrzostwach świata Zafirow był jednak tylko rezerwowych.
Łącznie w latach 1992–1998 wystąpił w sześciu meczach drużyny narodowej.

## Kariera szkoleniowa
Niedługo po zakończeniu kariery piłkarskiej rozpoczął pracę szkoleniową. Pierwsze kroki w tym zawodzie stawiał w małym klubie Strumska Sława Radomir.
Szybko jednak został włączony do sztabu szkoleniowego CSKA Sofia. Pracował w nim najpierw jako trener młodzieży, później asystent, a następnie tymczasowo jako pierwszy szkoleniowiec, razem z Dimityrem Penewem. Pod koniec sezonu 2009–2010 z klubu odszedł Ioan Andone, a Zafirow pełnił obowiązki trenera pierwszej drużyny, chociaż z powodu braku licencji szkoleniowej UEFA, do protokołu wpisywany był Penew, formalnie "trener-koordynator". Po zakończeniu rozgrywek, w których CSKA zdobył wicemistrzostwo kraju, Zafirow został zmieniony przez Pawła Doczewa. Pozostał jednak w klubie jako asystent Doczewa, ale ten pracował tylko przez trzy miesiące. Po jego zwolnieniu z CSKA ostatecznie pożegnał się także Zafirow.
Do pracy szkoleniowej powrócił rok później. W maju 2011 roku zastąpił Antoniego Zdrawkowa na stanowisku trenera Kaliakrii Kawarna. Jednak już pół roku później został odwołany z tego stanowiska. Przyczyną dymisji były bardzo słabe występy w lidze (osiem porażek w dziesięciu meczach) i - przede wszystkim - porażka 0:5 z Czernomorcem Burgas.
Kilka dni później został ponownie asystentem Dimityra Penewa w CSKA.

## Sukcesy
Kariera piłkarska
- CSKA Sofia:
  - mistrzostwo Bułgarii 1990 i 1997
  - Puchar Bułgarii 1997
- Lokomotiw Sofia:
  - wicemistrzostwo Bułgarii 1996
  - Puchar Bułgarii 1996
- Union Berlin:
  - finał Pucharu Niemiec 2001
  - awans do 2. Bundesligi w sezonie 2000–01

Kariera szkoleniowa
- CSKA Sofia:
  - wicemistrzostwo Bułgarii 2010 (razem z Dimityrem Penewem)